# Orrio
Orrio es una localidad española y un concejo de la Comunidad Foral de Navarra perteneciente al municipio de Ezcabarte. Está situada en la Merindad de Pamplona, en la comarca de Ultzamaldea y a 12 km de la capital de la comunidad, Pamplona. Su población en 2017 era de 60 habitantes (INE), su superficie es de 3,4 km² y su densidad de población es de 17,65 hab./km². 

## Topónimo
Según apunta Mikel Belasco en su Diccionario etimológico de los nombres de los pueblos, villas y ciudades de Navarra, la denominación del pueblo procedería del euskera orri (hoja), al que se le añadió el toponímico "o", sufijo habitual en algunos nombres. Indica además que no parece admisible su relación con el vasco orre (enebro) ni con el latín horreum (hórreo). 
En cuanto a las referencias a la localidad recogidas en textos antiguos cabe citar su presencia como Orion (1276) y Orio (1366), si bien la voz tal y como la conocemos hoy aparece ya en un documento de 938 y se repite en los siglos sucesivos.

## Geografía física

### Situación
La localidad de Orrio está situada en la parte occidental de valle de Ezcabarte, al Norte del monte San Cristóbal o Ezcaba y a una altitud de 540 m s. n. m.
Su término concejil tiene una superficie de 3,37 km², un perímetro de 8,14 km y limita al norte con el concejo de Anoz, al este con el de Maquírriain al sur con el término de Garrués y la facería n.º 62; y al Oeste el concejo de Cildoz.
|               | Norte: Anoz                   |                   |
| Oeste: Cildoz |                               | Este: Maquírriain |
|               | Sur: facería n.º 62 y Garrués |                   |

El acceso es a través de la carretera local NA-4210 que transcurre por la cara Norte del monte Ezcaba desde Oricáin (N-121-A) a Berriosuso (NA-4100).

## Historia
Consta ya documentalmente en el siglo XI, y al menos desde el XII la catedral de Pamplona poseyó heredades en su término.
La iglesia parroquial está dedicada a San Juan Bautista. En 1847, el párroco era presentado -según la época en que se daba la vacante- por el rey o por el arcediano de tabla de la catedral pamplonesa, "al cuidado del cual está también la granja de Elegui".
En cuanto a las referencias a la localidad recogidas en textos antiguos cabe citar su presencia como "Orion" (1276) y "Orio" (1366), si bien la voz tal y como la conocemos hoy aparece ya en un documento de 938 y se repite en los siglos sucesivos. 
El número de habitantes no ha varido mucho a lo largo del tiempo, unos 60 se registraban a finales del siglo XVIII, posteriormente tuvo lugar un repunte cuyo máximo se alcanzó a principios del siglo XX, con un centenar de habitantes. El descenso de población a partir de ahí sería paulatino, con una pequeña recuperación en los años 80 y hoy ronda los 50 habitantes.
El lugar de Elegui o Elequi, forma parte del término de Orrio y fue caserío y antiguo lugar del valle de Ezcabarte. Contaba con dos fuegos hidalgos en 1366, pero se despobló antes de iniciarse el siglo XV. Su término, agregado al patrimonio regio, perteneció luego al convento de monjas Clarisas de Santa Engracia de Pamplona (Gran Enciclopedia Navarra: Teresa Ibáñez seguramente hermana de Gonzalo Ibáñez, de la estirpe nobiliaria de los Baztán; viuda ya, y junto con sus vástagos García y Elvira y con Fortún Almoravid, cedió a las clarisas de Pamplona la villa de Elequi en 1263). Volvió a habitarse en el siglo XVIII. En 1786 tenía 11 habitantes, 9 en 1824 y 10 en 1892. Subsisten restos de su antigua parroquia dedicada a San Miguel. En ocasiones aparece con la grafía Ellequi.

## Demografía

### Evolución de la población
| Gráfica de evolución demográfica de Orrio entre 2000 y 2011 |
|                                                             |
| Datos según el nomenclátor publicado por el INE.            |

## Monumentos y lugares de interés

### Monumentos religiosos
La iglesia parroquial de San Juan Bautista es un edificio gótico temprano (siglo XIII) realizado en piedra, en buen estado de conservación. Posee nave única, cabecera poligonal de tres lados y torre campanario situada a los pies sobre el primer tramo de la nave. Los muros exteriores de cabecera y nave se refuerzan con contrafuertes y el alero del tejado conserva los canecillos originales de apoyo. Se accede al interior por una puerta gótica hecha en piedra flanqueada por contrafuertes. Es de arco apuntado con arquivoltas lisas sobre impostas molduradas. Se protege con pórtico de doble arco apuntado sobre pilar central. El interior se cubre con bóveda nervada en la capilla mayor y con bóveda de cañón apuntado sobre fajones en la nave. De su mobiliario primitivo se conserva hoy una talla gótica (siglo XIV) de la Virgen con el Niño en posición sedente, adulterada por repintes posteriores, que se encuentra en el presbiterio, y una puerta de sagrario pintada sobre tabla (siglo XVII) con la cabeza de Cristo Ecce-Homo, situado en el coro.

## Cultura

### Fiestas y eventos
Celebra sus fiestas el último fin de semana de septiembre en honor a San Miguel. 
Además el 23 de junio, se hacen las hogueras de San Juan en honor al patrón de la localidad. 